# Asian Wings Airways
Asian Wings Airways is een luchtvaartmaatschappij uit Myanmar. Ze begon haar service op 27 januari 2011. De luchtvaartmaatschappij opereert drie ATR-72-500-toestellen die rond de 70 passagiers kunnen vervoeren en een Airbus A321-100. Asian Wings Airways heeft reguliere vluchten naar alle grote toeristenbestemmingen in Myanmar. Bovendien wordt ook gevlogen op Chiang Mai International Airport in Thailand.
Asian Wings Airways is eigendom van en wordt uitgevoerd door Sun Far travels en Tours Company, Limited.
All Nippon Airways kondigde in 2012 aan dat het een belang van 49% in Asian Wings Airways zou kopen voor circa 3 miljard Japanse yen. Dit is daarmee de eerste buitenlandse investering in een in Myanmar gevestigde luchtvaartmaatschappij sinds de democratisering.